# Złoto
Złoto (Au, łac. aurum) – pierwiastek chemiczny o liczbie atomowej 79. Złoto jest gęstym, miękkim i błyszczącym metalem, najbardziej kowalnym i ciągliwym spośród wszystkich znanych metali. Czyste złoto ma jasnożółty kolor i wyraźny połysk, nie utlenia się w wodzie czy powietrzu. Chemicznie złoto należy do metali przejściowych i pierwiastków grupy 11. Z wyjątkiem helowców (tzw. gazów szlachetnych) złoto jest najmniej reaktywnym pierwiastkiem. Złoto długo przed okresem spisanej historii było drogocennym i poszukiwanym metalem szlachetnym używanym w biciu monet, jubilerstwie, sztuce i zdobieniach.
Złoto jest odporne na poszczególne kwasy, ale roztwarza się w wodzie królewskiej (łac. aqua regia, nazwana tak ze względu na to, że rozpuszcza właśnie złoto – metal kojarzony z władzą królewską). Roztwarza się również w zasadowych roztworach cyjanków, oraz w rtęci, tworząc amalgamat, co było wykorzystywane do jego wydobywania. Jest nierozpuszczalne w kwasie azotowym, który roztwarza srebro i inne metale, co przez długi czas było wykorzystywane jako próba na obecność złota (np. w monetach).
Metal rodzimy występuje jako samorodki lub ziarna w skałach litych, żyłach i osadach aluwialnych. Mniej powszechnie występuje jako związki złota, zazwyczaj z tellurem. Parytet złota był najpowszechniejszą podstawą polityki pieniężnej w historii człowieka, powszechnie zastąpioną w XX wieku przez pieniądz fiducjarny.
Szacuje się, że do końca 2022 roku w całej historii zostały wydobyte 208 874 tony złota. Odpowiada to objętości 10 800 m³ lub sześcianowi o krawędzi nieco ponad 22 m. Światowe zasoby wydobytego złota w 46% zużyte zostały w jubilerstwie, w 39% w różnych inwestycjach, a 15% na inne cele (przemysł, elektronika). Złoża złota pozostałe pod ziemią, opłacalne do wydobycia, oceniane są na 52 tys. ton. Od 2015 roku światowe wydobycie złota co roku przekracza 3 tys. ton. Przy aktualnym poziomie wydobycia znane opłacalne złoża wystarczyłyby na ok. 17 lat.
Poza szeroko rozpowszechnionymi wyżej wymienionymi zastosowaniami, złoto stosuje się również w innych dziedzinach, w tym w stomatologii i w przemyśle spożywczym.

## Historia

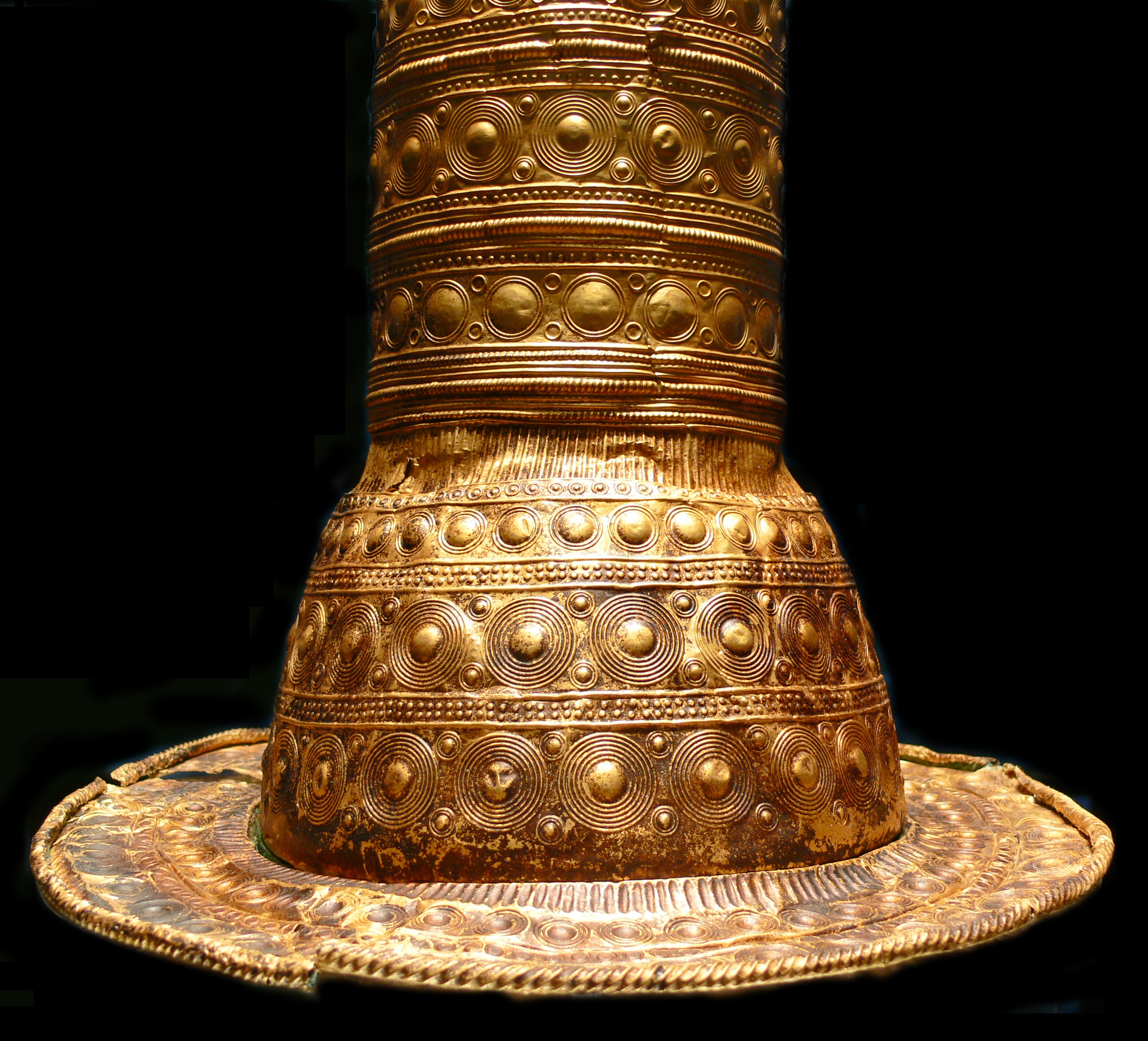
Złoty kapelusz z epoki brązu

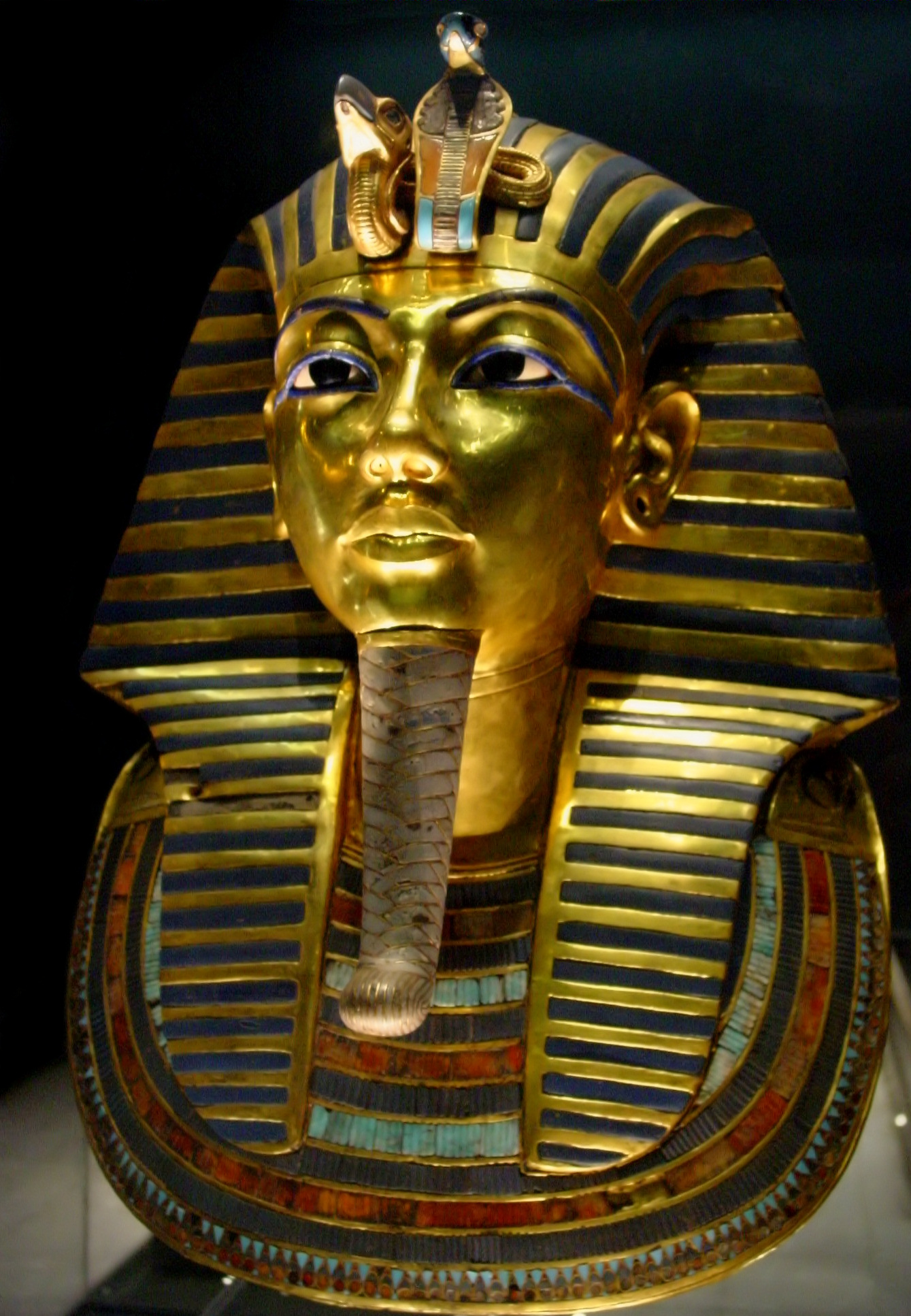
Maska pośmiertna Tutanchamona

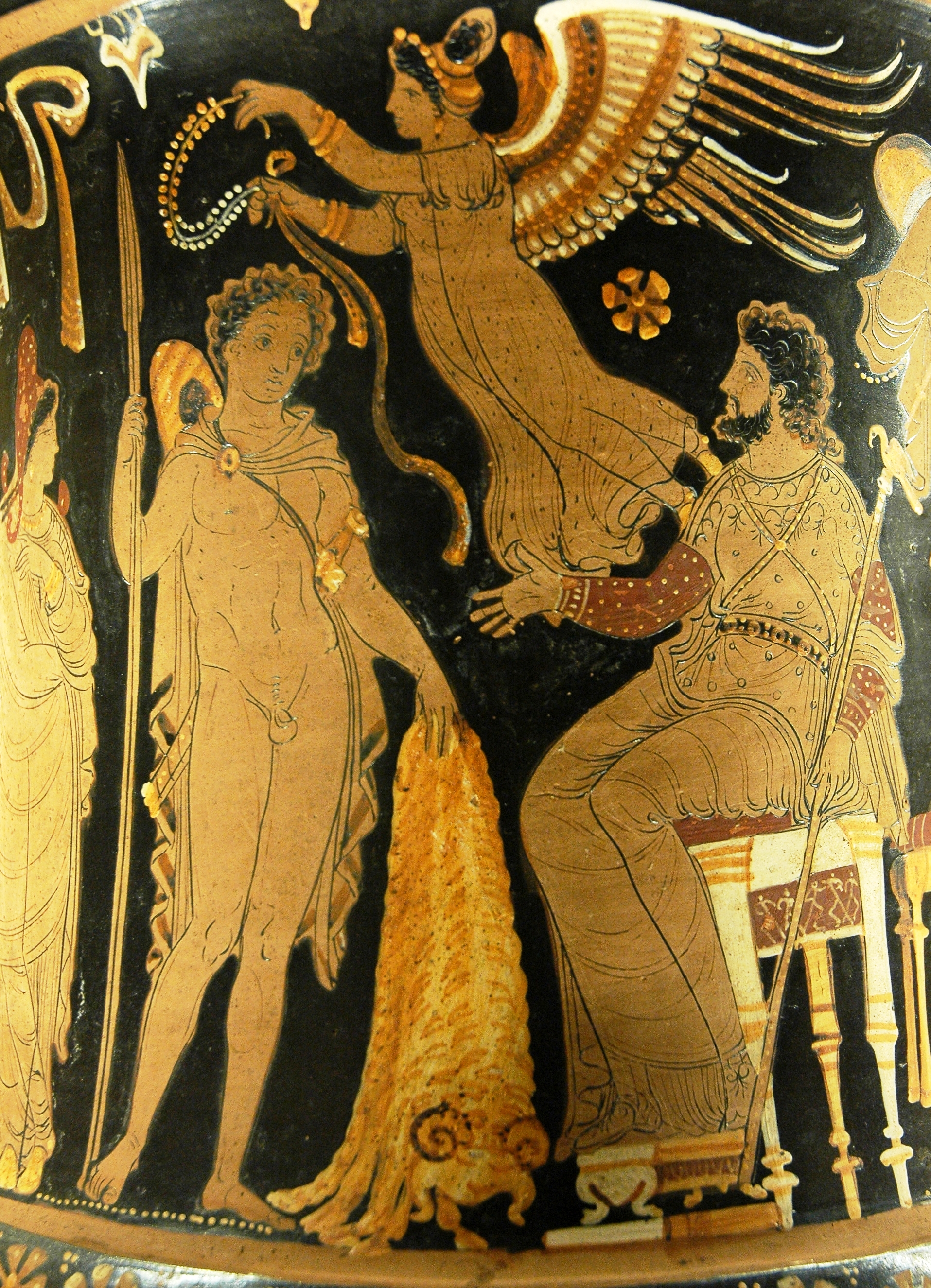
Jazon wracający ze złotym runem (Krater z Apulii w stylu czerwonofigurowym, ok. 340–330 p.n.e.)

Złoto jest znane i używane przez rzemieślników co najmniej od chalkolitu. Złote wyroby na Bałkanach pojawiają się w wykopaliskach archeologicznych datowanych na IV tysiąclecie p.n.e., takich jak cmentarzystko w Warnie. Złote artefakty, takie jak złote kapelusze czy dysk z Nebry, pojawiały się w Europie Środkowej od drugiego tysiąclecia p.n.e. w epoce brązu.
W egipskich hieroglifach złoto pojawia się od około 2600  p.n.e. Mitannijski król Tuszratta miał powiedzieć, że jest go w Egipcie „więcej, niż brudu”. Egipt, a szczególnie Nubia, miały wystarczające złoża złota, by być przez większą część dziejów wiodącymi obszarami wydobycia. Jedna z najstarszych znanych map, tzw. papirusowa mapa z Turynu (ok. 1100 lat p.n.e.), przedstawia plan kopalni złota w Nubii, wraz z ukazaniem lokalnej rzeźby terenu. Prymitywne metody wydobycia, włączając w to technikę podkładania ognia, zostały opisane przez Strabona i Diodora Sycylijskiego. W okresie Starożytnego Egiptu wydobywano około jednej tony złota rocznie. Duże kopalnie złota były również w obszarze Morza Czerwonego, znajdujące się w dzisiejszej Arabii Saudyjskiej, między innymi kopalnie Mahd adh Dhahab („kolebka złota”), w której, w okresie panowania króla Salomona (961–922 p.n.e.), było wydobywane złoto, srebro i miedź.
Mit o złotym runie może nawiązywać do używania w starożytności owczych skór do wychwytywania złotego pyłu ze złóż okruchowych. Złoto jest często wspominane w Starym Testamencie, rozpoczynając od Księgi Rodzaju 2, 11 (o Havilah) oraz jest jednym z darów mędrców (Trzech Królów) w pierwszych rozdziałach Nowego Testamentu, w Ewangelii według Mateusza. Apokalipsa świętego Jana 21, 21 opisuje miasto Nowe Jeruzalem jako mające rynek Miasta to czyste złoto jak szkło przeźroczyste.
Południowo-wschodni obszar Morza Czarnego był znany ze swojego złota. Wydobycie złota datuje się tam od czasu króla Midasa i tamtejsze złoto prawdopodobnie było wykorzystane w pierwszym na świecie biciu monet w Lidii, tzw. „lwów lidyjskich” około 610 r. p.n.e. Od VI do V wieku p.n.e. państwo Chu miało w obiegu monetę Ying Yuan (chiń. 郢爰).
W metalurgii Starożytnego Rzymu zostały wprowadzone nowe metody wydobycia złota na dużą skalę, wykorzystujące urabianie hydrauliczne, od 25 roku p.n.e. wykorzystywane w Hiszpanii, a od 106 roku n.e. w Dacji. Do największych kopalń należały te w Las Médulas, w prowincji León, gdzie siedem długich akweduktów pozwalało przemywać duże złoża aluwialne. Dużymi kopalniami były także te położone w Roșia Montană w Transylwanii (Siedmiogród), które do niedawna były wciąż eksploatowane przy użyciu metod odkrywkowych. Również były wykorzystywane mniejsze złoża w Brytanii, takie jak złoża okruchowe czy skalne w Dolaucothi. Różne używane metody wydobycia złota zostały opisane przez Pliniusza Starszego w encyklopedii Historia Naturalis, napisanej pod koniec pierwszego wieku naszej ery. W okresie imperium rzymskiego produkcja złota osiągała 5–10 ton rocznie.
Imperium Mali w Afryce słynęło w Starym Świecie ze swojego bogactwa w złoto. Mansa Musa, władca imperium (1312–1337) stał się sławny w całym Starym Świecie ze względu na jego hadżdż do Mekki w 1324. Kiedy przechodził przez Kair w lipcu 1324 roku, towarzyszyła mu podobno karawana składająca się z ponad tysiąca ludzi i około setki wielbłądów. Wydał tyle złota, że obniżyło to jego cenę w Egipcie na ponad 10 lat. Szacuje się, że obszary dzisiejszej Ghany dostarczały 5-8 ton złota rocznie.

Złoto w Egipcie miało wysoką cenę zanim przybyli w tym roku. Mithqal nie kosztował mniej niż 25 dirham, a zazwyczaj powyżej, ale od tamtego czasu jego wartość spadła i złoto staniało, a pozostawało tanie do tej pory. Mithqal nie przekraczał 22 dirham lub kosztował nawet mniej. To był stan rzeczy od dwunastu lat do dzisiaj z powodu dużej ilości złota, którą przywieźli do Egiptu i tutaj je wydali [...]

Europejska eksploracja Ameryki była w dużej mierze napędzana doniesieniami o złotych ozdobach noszonych przez Indian, szczególnie w Ameryce Centralnej, Peru, Ekwadorze i Kolumbii. Aztecy traktowali złoto jako produkt bogów, nazywając je „boskimi odchodami” (nah. teocuitlatl). Jednakże dla ludów tubylczych Ameryki Północnej złoto było bezużyteczne, większą wartość widzieli minerałach które były wykorzystywane w praktyczny sposób, takie jak obsydian, krzemień i łupek. Szacuje się, że eksplorowane obszary Ameryki Południowej łącznie z afrykańskim Złotym Wybrzeżem w XVI dostarczały około 10–12 ton złota rocznie.
Chociaż cena metali z grupy platynowców może być znacznie wyższa, złoto przez długi czas było uważane za najbardziej pożądany metal szlachetny, a jego wartość w historii była używana jako standard dla wielu walut (parytet złota). Było używane jako symbol czystości, wartości, królewskości, i szczególnie ról, które łączyły te cechy. Jako symbol bogactwa i prestiżu zostało wyśmiane przez Thomasa More’a w traktacie Utopia. Na fikcyjnej wyspie o tej samej nazwie złoto było tak powszechne, że używano go w łańcuchach dla niewolników, zastawie stołowej i deskach klozetowych. Kiedy przybyli na nią ambasadorzy z innych krajów, ubrani w złoto i odznaki, Utopianie wzięli ich za sługi, składając hołdy najskromniej ubranym spośród nich.
Istnieje archaiczna tradycja gryzienia złota w celu sprawdzenia jego autentyczności. Chociaż nie jest to profesjonalna metoda badania złota, to nadaje ona się do oceny złota ponieważ jest ono metalem miękkim (ok. 3 w skali Mohsa). Plastyczność złota wzrasta wraz z czystością. Test ten można oszukać używając malowanego ołowiu który jest bardziej miękki od złota,
Jednym z głównych celów alchemii była transmutacja różnych substancji, głównie ołowiu, w złoto. Miało odbyć się to w wyniku kontaktu danej substancji z kamieniem filozoficznym. Alchemicznym symbolem złota był okrąg z punktem w środku (☉), który był również symbolem astrologicznym i starożytnym chińskim znakiem oznaczającym słońce. Obecnie otrzymywanie złota z innych substancji jest możliwe m.in. przez przekształcenie rtęci na drodze wychwytu neutronu przez 196Hg.
Złoto w starożytności było stosunkowo łatwe do uzyskania z kopalnianych warstw geologicznych.
W XIX wieku, wszędzie gdzie zostawały odkryte większe złoża złota wybuchały gorączki złota. Pierwszym udokumentowanym odkryciem złota w Stanach Zjednoczonych było odkrycie złota w Reed Gold Mine w Midland w Karolinie Północnej w 1803. Jednakże 90% otrzymanego złota zostało wydobyte od 1848 roku, kiedy to w Kalifornii wybuchła gorączka złota. W 1851 roku, w samej tylko Kalifornii, wydobyto 77 ton złota. Światowa produkcja złota w tym okresie wzrosła do około 280 ton (1852).

## Właściwości

### Właściwości atomowe
Atom złota zbudowany jest z 79 protonów i 90–126 neutronów tworzących jądro oraz 79 elektronów (w stanie podstawowym) o konfiguracji 1s22s22p63s23p63d104s24p64d104f145s25p65d106s1 (zapis skrócony: [Xe]4f145d106s1).
Izotopy
Złoto ma jeden trwały izotop, 197Au, będącym jednocześnie jedynym naturalnie występującym izotopem. Znanych jest kilkadziesiąt radioizotopów otrzymanych syntetycznie, których masy atomowe mieszczą się w zakresie od 126 do 205. Najbardziej stabilnym spośród nich jest 195Au, którego czas połowicznego rozpadu(T½) równy jest 186,1 dni. Najmniej stabilnym jest 171Au, o T½ = 30 µs, który rozpada się w wyniku emisji protonu. Większość radioizotopów złota o masach poniżej 197 u ulega rozpadowi w wyniku kombinacji emisji protonu, rozpadu α i rozpadu β+. Wyjątkami od reguły są 195Au, który rozpada się przez wychwyt elektronu oraz 196Au, który w 93% rozpada się przez wychwyt elektronu oraz w 7% przez rozpad β+.
Izomery
Zostały opisane przynajmniej 32 izomery jądrowe o zakresie mas atomowych 170 do 200. W przedziale tym tylko 178Au, 180Au, 181Au, 182Au i 188Au nie mają izomerów. Najstabilniejszym jest 198Au o T½ = 2,27 dnia. Najmniej stabilnym jest 177Au o T½ = 7 ns. 184Au ma trzy ścieżki rozpadu; rozpad β+, przejście izomeryczne i rozpad α.

### Właściwości fizyczne
Złoto jest najbardziej kowalnym metalem; jeden gram złota może być rozbity na arkusz o powierzchni 1 m². Płatek złota może być spłaszczony do stopnia w którym staje się półprzezroczysty. Przechodzące przez taki płatek światło jest zielono-niebieskie, ponieważ złoto silnie odbija żółte i czerwone składowe długości światła. Takie arkusze silnie odbijają podczerwień, co czyni je użytecznymi w wytwarzaniu osłon przed promieniowaniem podczerwonym (cieplnym) w kombinezonach żaroodpornych i osłonach przeciwsłonecznych w skafandrach astronautów. Łatwo tworzy stopy z innymi metalami. W zależności od składu stopów zmienia się ich twardość i inne właściwości metalurgiczne, od temperatury topnienia do koloru (patrz poniżej). Złoto charakteryzuje się bardzo dobrą przewodnością cieplną i elektryczną, przez co znajduje zastosowanie w elektronice i elektryce. Jego gęstość jest równa 19,3 g/cm³.
Złoto może zawierać izostrukturalne domieszki innych pierwiastków:
- srebra – elektrum;
- rtęci – amalgamat złota;
- miedzi – cuproauryt;
- palladu – porpezyt;
- rodu – rhodyt;
- itru – irauryt;
- platyny – złoto platynowe;
- bizmutu – maldonit.

#### Kolor
Podstawy fizyczne
Podczas gdy większość metali w warunkach normalnych jest szara lub srebrno-biała, złoto jest żółte. Jest to wynikiem zbliżenia pasma energetycznego w pełni zapełnionego orbitalu 3d (3d10) i poziomu Fermiego orbitalu 6s, zapełnionego jedynie w połowie (6s1). Efekty relatywistyczne sprawiają, że orbital 3d10 ulega rozszerzeniu, a 6s1 skurczeniu, a w efekcie przerwa energetyczna, której wielkość odpowiada za kolor pierwiastka, wynosi jedynie 2,3 eV. Wartość ta została ustalona doświadczalnie i jest zgodna z obliczeniami z uwzględnieniem efektów relatywistycznych. Taka energia oznacza silną absorpcję światła niebieskiego i fioletowego oraz odbicie światła żółtego i czerwonego, co nadaje złotu charakterystyczną barwę. Dla srebra, pomimo bardzo zbliżonego układu klasycznych pasm elektronowych, efekty relatywistyczne są znacznie słabsze i energia przejścia wynosi 3,5 eV, co prowadzi do absorpcji światła w rejonie ultrafioletu, i w efekcie powoduje odbijanie całego zakresu światła widzialnego i nadaje mu srebrny kolor. Problem koloru złota jest jednak złożony i brak jest pełnej charakterystyki obliczeniowej tego zjawiska.
Barwa stopów złota

Diagram trójkątny – Różne kolory stopów Ag-Au-Cu

Barwy stopów złota różnią się znacznie w zależności od dodanych domieszek. Różowe złoto powstaje po dodaniu różnych ilości miedzi i srebra, co widać na diagramie trójkątnym. Domieszki palladu i niklu tworzą tzw. „białe złoto”, które często jest wykorzystywane w jubilerstwie. Mniej powszechne są domieszki manganu, glinu, żelaza, irydu i innych pierwiastków, które nadają złotu bardziej niezwykłe kolory, jak na przykład niebieski.

### Właściwości chemiczne

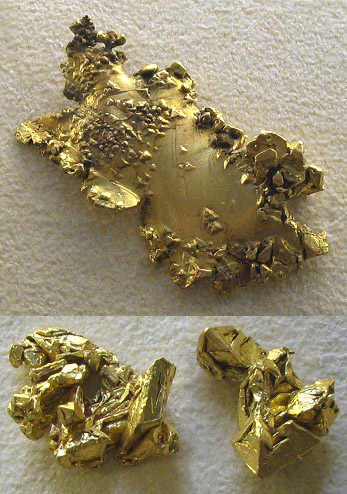
Bryłki złota

Złoto jest metalem szlachetnym o wyjątkowo dużej odporności chemicznej, znacznie większej niż poprzedzające go w grupie 11 miedź i srebro. W przeciwieństwie do nich, na powietrzu nie ulega ściemnieniu. Jest też odporne na działanie większości czynników korozyjnych, dzięki czemu idealnie nadaje się do produkcji monet, biżuterii i pokryć ochronnych bardziej reaktywnych metali.

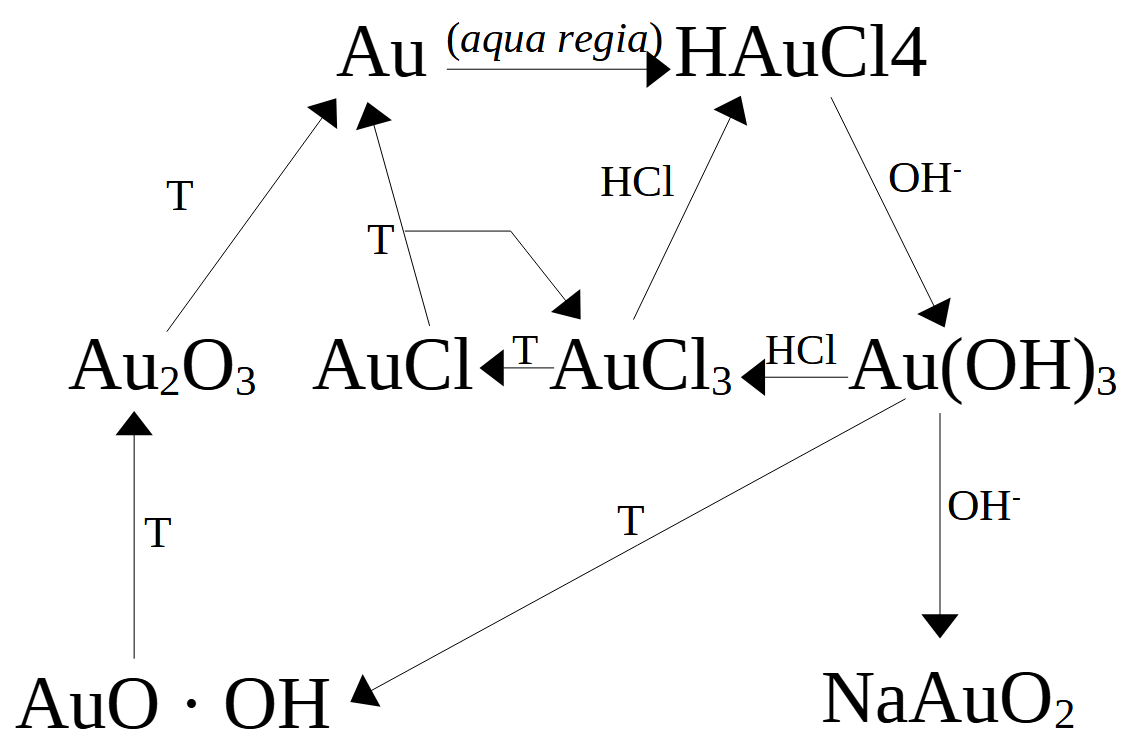
Uproszczony chemograf złota.

Ulega działaniu bardzo agresywnych czynników utleniających, utleniając się od razu do związków AuIII, co wyraźnie odróżnia je od miedzi i srebra, dla których tak wysoki stopień utlenienia jest niezwykle rzadki (znany jest AgF3). W ten sposób roztwarza się w wodzie królewskiej, w kwasie solnym w obecności ozonu oraz w gorącym kwasie selenowym:
2Au + 6H2SeO4 → Au2(SeO4)3 + 3H2SeO3 + 3H2O
Podobnie ulega też działaniu chloru i bromu, natomiast fluor utlenia złoto do związków AuV.
Złoto jest roztwarzane także w zasadowych roztworach cyjanków (w obecności utleniaczy, np. tlenu) tworząc kompleksy cyjanozłocianowe:
4Au + 8KCN + O2 + 2H2O → 4K[Au(CN)2] + 4KOH
Proces ten wykorzystywany jest do wydobywania złota ze złóż.
Ponadto złoto rozpuszcza się w rtęci tworząc amalgamat złota.
Wysoka odporność chemiczna złota wynika z wyjątkowo dużego potencjału redoks Au0/Au+ oraz wysokiego pierwszego potencjału jonizacyjnego wynoszącego 9,225 eV (dla porównania dla srebra jest to 7,576 eV). Te wyjątkowe właściwości elektronowe, a co za tym idzie, właściwości chemiczne, wynikają – podobnie jak kolor złota – w dużej mierze z efektów relatywistycznych.
Najpowszechniejszymi stopniami utlenienia złota jest I i III. Znane są również związki na –I stopniu utlenienia (złotek cezu) i na V (fluorek złota(V)).
Jony złota znajdujące się w roztworze, do którego dodany zostanie jakikolwiek inny metal będącego reduktorem, łatwo ulegają redukcji i strąceniu w postaci metalicznego złota w postaci osadu. Dodany metal utlenia się i rozpuszcza zastępując w roztworze złoto.
Wysokiej czystości metaliczne złoto nie ma smaku i zapachu, co zawdzięcza swojej wysokiej odporności na korozję.

## Występowanie

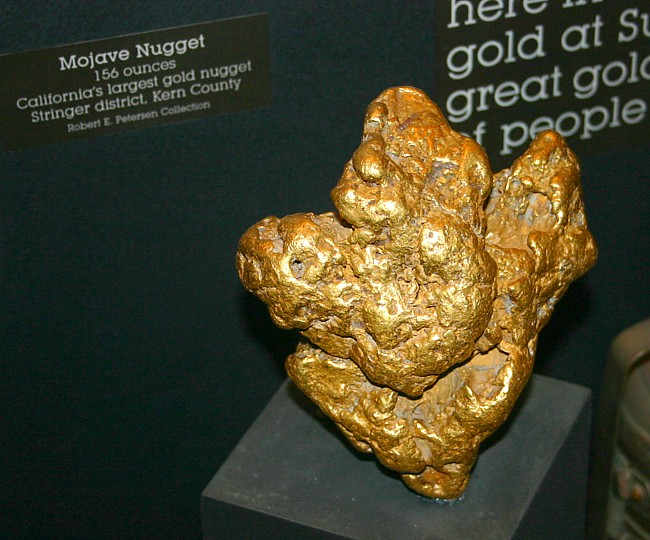
Ta 4,85 kg bryłka złota została znaleziona w południowej Pustyni Kalifornijskiej przez prywatnego poszukiwacza przy użyciu wykrywacza metalu

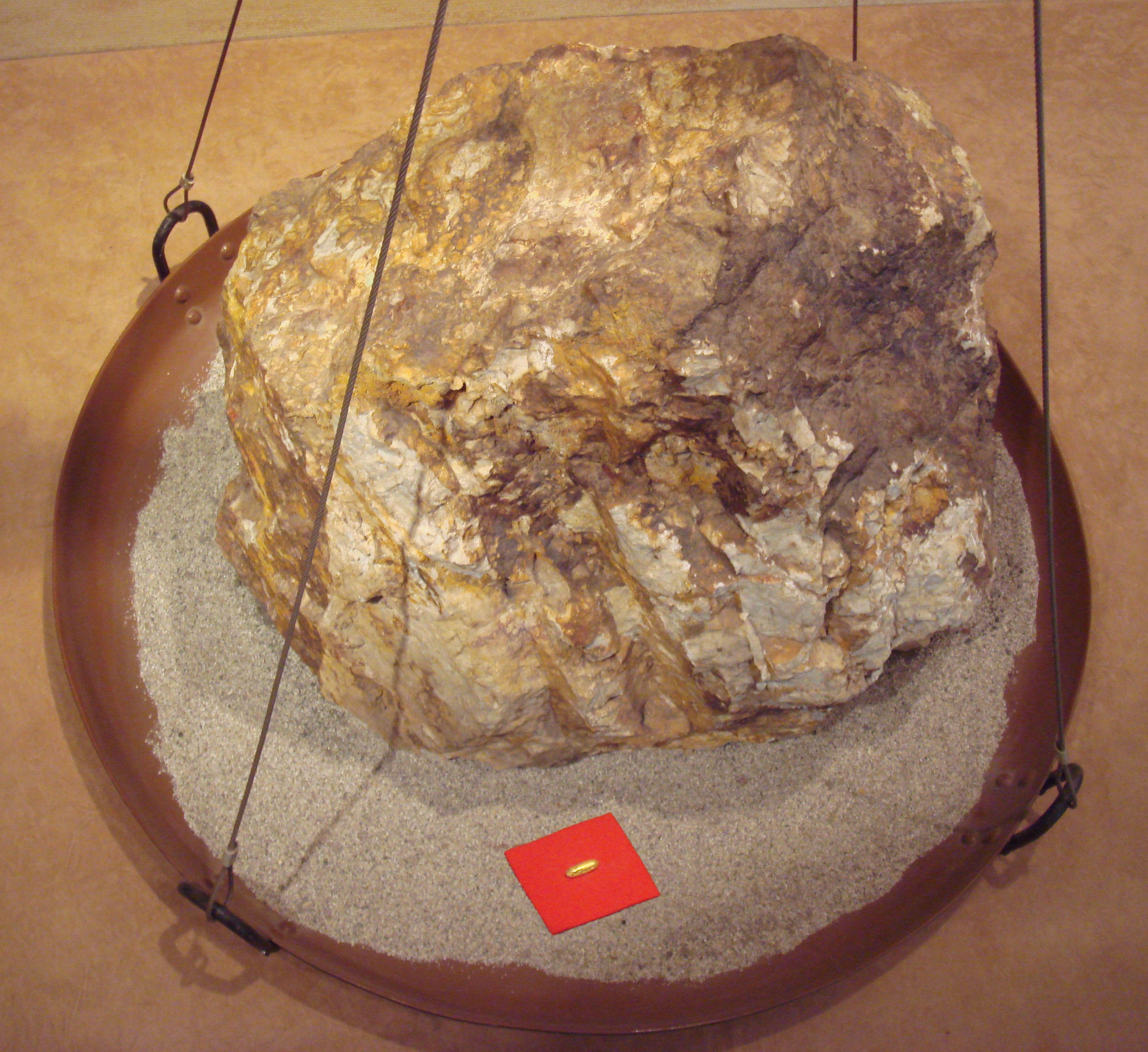
Z bloku rudy złota ważącego około 860 kg może zostać wydobytych 30 g złota. Kopalnia złota Toi, Japonia.

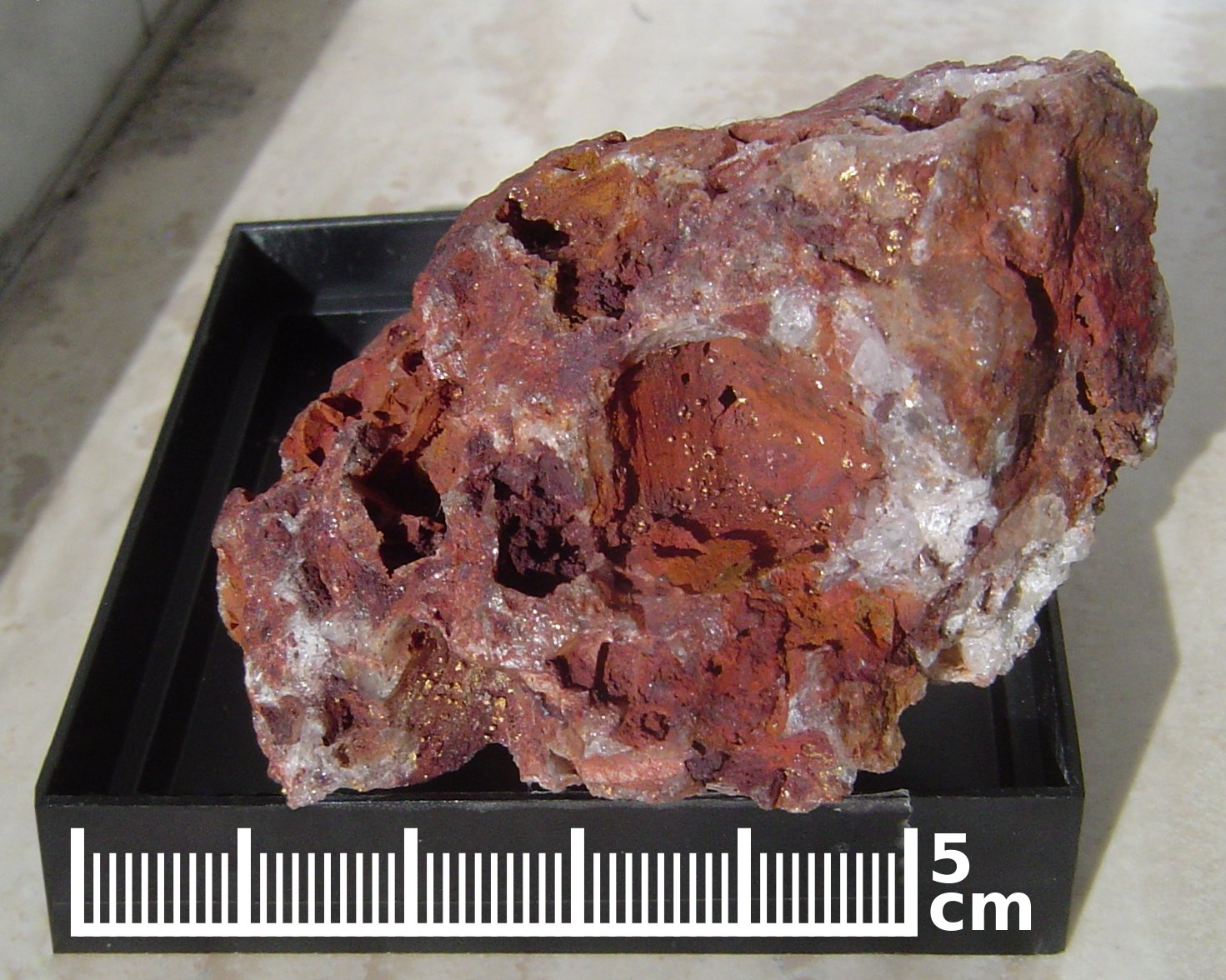
Hematyt z ziarenkami złota pozostały po utlenieniu pirytu z domieszką złota.

Liczba atomowa złota 79 czyni je jednym z najcięższych pierwiastków występujących naturalnie. Jak wszystkie pierwiastki o liczbie atomowej większej niż żelazo, uważa się, że złoto powstaje w wyniku procesu nukleosyntezy w supernowych. Ich eksplozje rozpraszają bogaty w metale pył (w tym metale ciężkie), z których formują się systemy planetarne, takie jak np. Układ Słoneczny. Ziemia w czasie formowania się ok. 4,5 miliarda lat temu składała się z płynnej magmy. W czasie procesu stygnięcia, najcięższe pierwiastki, w tym złoto, tonęły w jej wnętrzu. Złoto obecnie znajdujące się w płaszczu i skorupie ziemskiej dotarło na Ziemię znacznie później, w okresie tzw. Wielkiego Bombardowania, kiedy w Ziemię uderzył meteoryt o znacznej masie (do 1% masy Ziemi) zawierający między innymi złoto.
Występujące na Ziemi złoto elementarne najczęściej występuje w postaci roztworu stałego złota ze srebrem, tj. stopu złota ze srebrem. Takie stopy mają zazwyczaj zawartość srebra 8–10%. Elektrum jest postacią pierwiastkowego złota o zawartości srebra od 18 do 36%. Jego kolor zmienia się od złoto-srebrnego do srebrnego, w zależności od zawartości srebra. Im więcej w nim srebra tym niższa gęstość.
Złoto znajdowane jest w rudach złożonych ze skał mających bardzo małe lub mikroskopijne ilości złota. Takie rudy złota często są znajdowane wraz z kwarcem lub siarczkami, takimi jak „złoto głupców”, którym jest piryt. Złoża zawierające takie rudy nazywane są złożami żyłowymi. Złoto rodzime można znaleźć także w postaci płatków, ziaren lub większych bryłek (samorodków), które wyerodowały ze skał i znalazły się w złożach aluwialnych, zwanych złożami okruchowymi. Większe ilości wolnego złota zazwyczaj znajdują się na wierzchu żyły złotonośnej, co spowodowane jest utlenianiem towarzyszących mu minerałów na skutek wietrzenia i wymywania złotego pyłu przez strumienie i rzeki, gdzie następuje jego nagromadzenie się. W ten sposób powstają złotonośne piaski rzeczne.
Złoto czasami występuje w połączeniach z tellurem w minerałach takich jak kalaweryt, krenneryt, nagyagit, petzyt i sylvanit oraz jako bizmutek maldonit (Au2Bi) i antymonek aurostibit (AuSb2). Złoto występuje rzadko także w stopach z miedzią, ołowiem i rtęcią jako minerały: auricupryd (Cu3Au), novodneprit (AuPb3) i weishanit ((Au, Ag)3Hg2).
Badania z 2004 roku sugerują, że mikroby czasami mogą odgrywać znaczącą rolę w tworzeniu złóż złota, przemieszczając i strącając złoto, tworząc ziarenka i bryłki, które odkładają się w złożach aluwialnych. Potwierdzają to badania naukowców z Uniwersytetu Stanowego w Michigan, którzy odkryli bakterię, która potrafi rozkładać związki złota na czysty kruszec.
Światowe oceany zawierają pewne ilości złota. Zmierzone stężenia złota w Atlantyku i Północno-wschodnim Pacyfiku wynoszą 50–150 fmol/l lub 30 części na biliard (30×10−15). Ogólnie stężenia złota w Atlantyku i Pacyfiku są zbliżone. Głębokie wody morza Śródziemnego zawierają większe stężenia Au (100–150 fmol/l), co jest związane z wiatrem nawiewającym pyły znad lądu oraz licznymi rzekami wpadającymi do morza. Przy stężeniu 10×10−15 wszystkie oceany zawierałyby 15 000 ton złota.
Wiele osób twierdziło, że mogą na ekonomiczną skalę odzyskiwać złoto z wody morskiej, lecz jak dotychczas wszyscy mylili się lub byli oszustami. Tak zwany wielebny Prescott Jernegan, prowadził w latach 90. XIX wieku swój szwindel, w którym uzyskiwał złoto z wody morskiej. Brytyjski oszust prowadził ten sam przekręt w Anglii, na początku XX wieku. Fritz Haber (odkrywca procesu Habera) przeprowadził badania nad uzyskiwaniem złota z wody morskiej, aby pomóc Niemcom zapłacić odszkodowania po I wojnie światowej. Opierając się o opublikowane wcześniej wartości od 2 do 64 ppb złota w wodzie morskiej uważał, że taka ekstrakcja ma sens ekonomiczny. Po przeanalizowaniu 4000 próbek, otrzymując średnią 0,004 ppb, stało się oczywiste, że ekstrakcja nie będzie możliwa i zakończył swój projekt. Do tej pory nie ma żadnego mechanizmu ekstrakcji złota z wody morskiej, który miałby sens ekonomiczny. Synteza złota (synteza na drodze przemian jądrowych) nie jest ekonomicznie opłacalna i jest mało prawdopodobne, aby stała się opłacalna w najbliższej przyszłości.

### Złoża
Tworzy dwa podstawowe typy złóż:
- złoża pierwotne – związane z wysokotemperaturowymi żyłami hydrotermalnymi, przecinającymi skały wylewne, z żyłami kwarcowymi i skałami metamorficznymi. Bywa spotykane z kwarcem, pirytem, chalkopirytem, galeną, sfalerytem, barytem, fluorytem, srebrem rodzimym
- złoża wtórne – związane ze skałami okruchowymi, powstałymi wskutek niszczenia wcześniejszych złóż pierwotnych. Znajdowane jest w aluwialnych piaskach i żwirach, a także w piaskowcach i zlepieńcach.

Miejsca występowania:
- na świecie:
  -  Południowa Afryka – okolice Johannesburga (zasoby oceniane na około 70 tys. ton)
  -  Rosja – Ałdan, Kołyma, Ural
  -  Australia – Kalgoorlie
  -  Chiny
  -  Stany Zjednoczone
  -  Kanada
  -  Indonezja – Grasberg, Ertsberg
  -  Uzbekistan
  -  Peru
  -  Ghana
  -  Kirgistan
- w Polsce:

W Polsce wydobywa się złoto jedynie ze złóż rud miedzi (w których złoto stanowi niewielką domieszkę) w rejonie Lubina, Polkowic, Rudnej. Produkcja złota odbywa się w hucie miedzi w Głogowie. Zarówno kopalnie, jak i huta należą do KGHM. Wielkość produkcji w 2015 wyniosła 2,7 tony, w 2016 r. 3,54 tony, a w 2017 r. 3,649 tony.
Wystąpienia złota współcześnie nieeksploatowane:
- Dolny Śląsk (dorzecza rzek: Izery, Kwisy, Bobru) – przyjmuje się, że na tym terenie wydobyto w latach 1175–1240 około 50 ton złota. Obecnie, szacunki mówią o łącznie 350 tonach złota pod Dolnym Śląskiem
- okolice Złotego Stoku – szacuje się, iż na tym terenie wydobyto ok. 16 ton złota
- okolice Złotoryi i Lwówka Śląskiego
- Wielisławki
- Wlenia - Radomice, Klecza, Pilchowice
- okolice Bolesławca
- Czarnów koło Kamiennej Góry
- Radzimowice koło Wojcieszowa
- Międzyrzecze Dolne, k. Bielska-Białej.

### Kopalnie
Złoto jest wydobywane w kopalniach głębinowych w strefie zimnej, tj. Rosja, USA, RPA oraz w kopalniach odkrywkowych w strefie gorącej: Afryka, Azja południowo-wschodnia, Ameryka Południowa. Dodatkowo pojawia się jako domieszka w wydobyciu innych surowców, jednakże ilość wydobytego w ten sposób złota jest stosunkowo niewielka.
| Państwo            | Wydobycie (w tonach) | Rezerwy (w tonach) |
| ------------------ | -------------------- | ------------------ |
| Chiny              | 420                  | 2000               |
| Australia          | 330                  | 10 000             |
| Rosja              | 310                  | 5300               |
| Stany Zjednoczone  | 200                  | 3000               |
| Kanada             | 180                  | 1900               |
| Indonezja          | 160                  | 2600               |
| Peru               | 130                  | 2100               |
| Ghana              | 130                  | 1000               |
| Meksyk             | 110                  | 1400               |
| Uzbekistan         | 100                  | 1800               |
| Południowa Afryka  | 90                   | 3200               |
| Brazylia           | 85                   | 2400               |
| Papua-Nowa Gwinea  | 70                   | 1000               |
| Chile              | 50                   | 3900               |
| Inne państwa       | 800                  | 10 000             |
| Łącznie na świecie | 3300                 | 50 000             |

## Zastosowanie

### Jubilerstwo

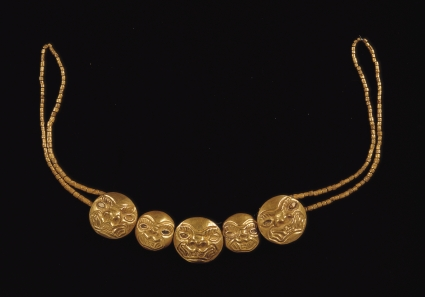
Złoty naszyjnik z Mochica przedstawiający kocie głowy. Kolekcja Museo Arqueológico Rafael Larco Herrera

Z powodu miękkości czystego (24 karaty, próba 1000) złota, do zastosowań w jubilerstwie, są tworzone stopy z mniej szlachetnymi metalami, zmieniając jego twardość, ciągliwość, temperaturę topnienia, kolor i inne właściwości. Stopy o mniejszej liczbie karatów, zazwyczaj 22 ct, 18 ct, 14 ct lub 10 ct, zawierają większy procent miedzi. 18-karatowe złoto zawierające 25% miedzi stosowano w antyku i rosyjskiej biżuterii i ma wyraźny, choć nie dominujący, odcień miedzi, tworząc różowe złoto. 14-karatowy stop złota z miedzią ma niemal identyczny kolor do pewnych brązów, i oba często są używane do wyrobu odznak policyjnych, medali i innych ozdób. Niebieskie złoto może być wytworzone poprzez stopienie złota z żelazem, a fioletowe poprzez stopienie z glinem, chociaż są stosunkowo rzadko wykonywane, z wyjątkiem specjalnej biżuterii. Niebieskie złoto jest bardziej kruche i stąd praca i wyrób biżuterii z tym złotem jest trudniejsza. 14 i 18-karatowe stopy złota ze srebrem wydają się zielono-żółte, stąd są określane jako zielone złoto. Białe stopy złota mogą być zrobione z palladem lub niklem. Białe 18-karatowe złoto, zawierające 17,3% niklu, 5,5% cynku i 2,2% miedzi ma srebrną barwę. Ze względu na toksyczność niklu produkcja takich stopów jest regulowana w Europie prawem. Alternatywne białe stopy złota są wytwarzane w oparciu o pallad, srebro i inne białe metale, lecz stopy oparte na palladzie są wyraźnie droższe od tych opartych na niklu. Wysokokaratowe białe złoto jest znacznie bardziej odporne na korozję niż czyste srebro czy srebro sterling (o min. próbie 925).
Japońskie rzemiosło mokume-gane wykorzystuje różnice kolorów pomiędzy laminowanymi kolorowymi stopami złota, tworząc dekoracyjny efekt przypominający słoje drzewa.

### Przemysł

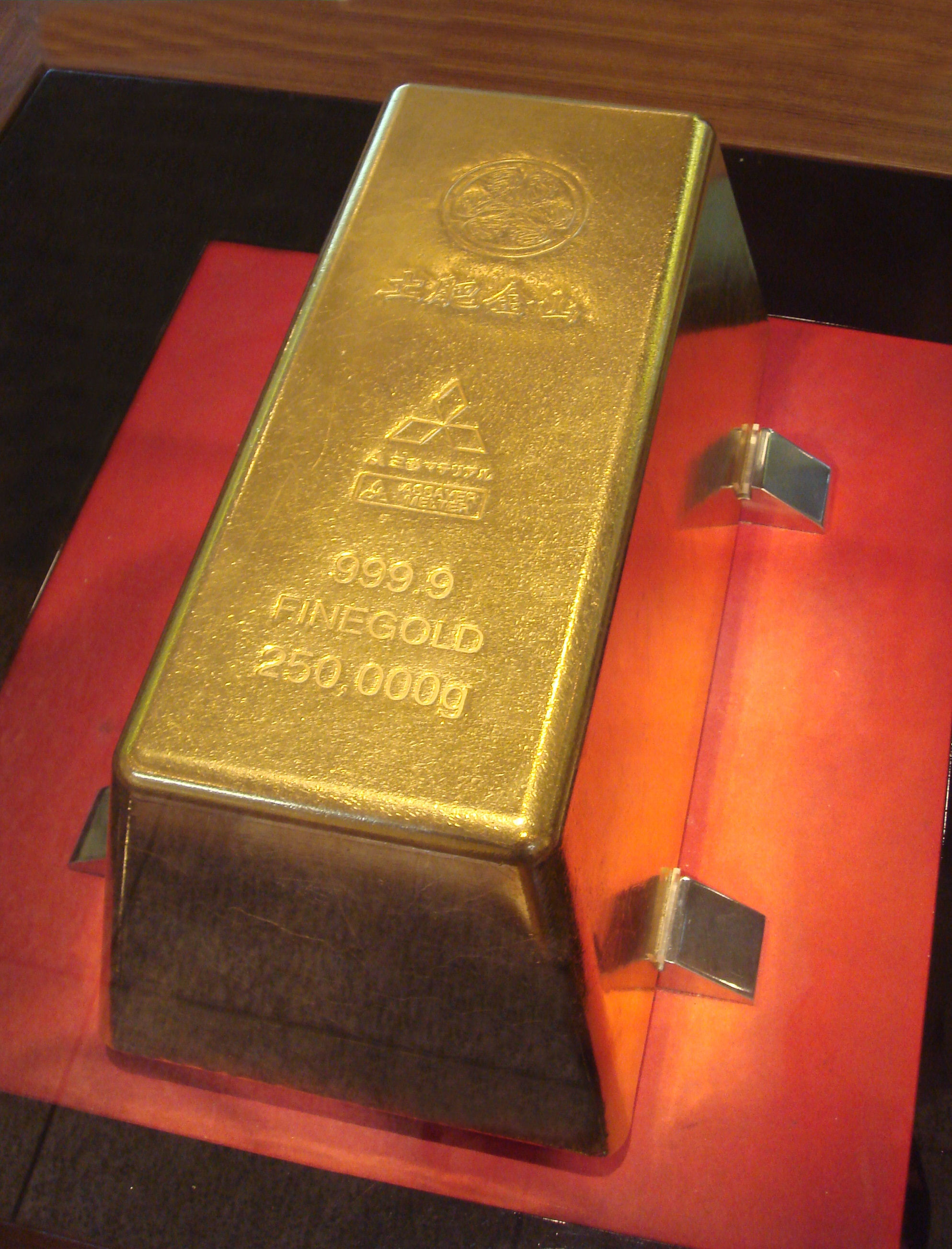
Sztaba złota o masie 250 kg w Toi Gold Museum

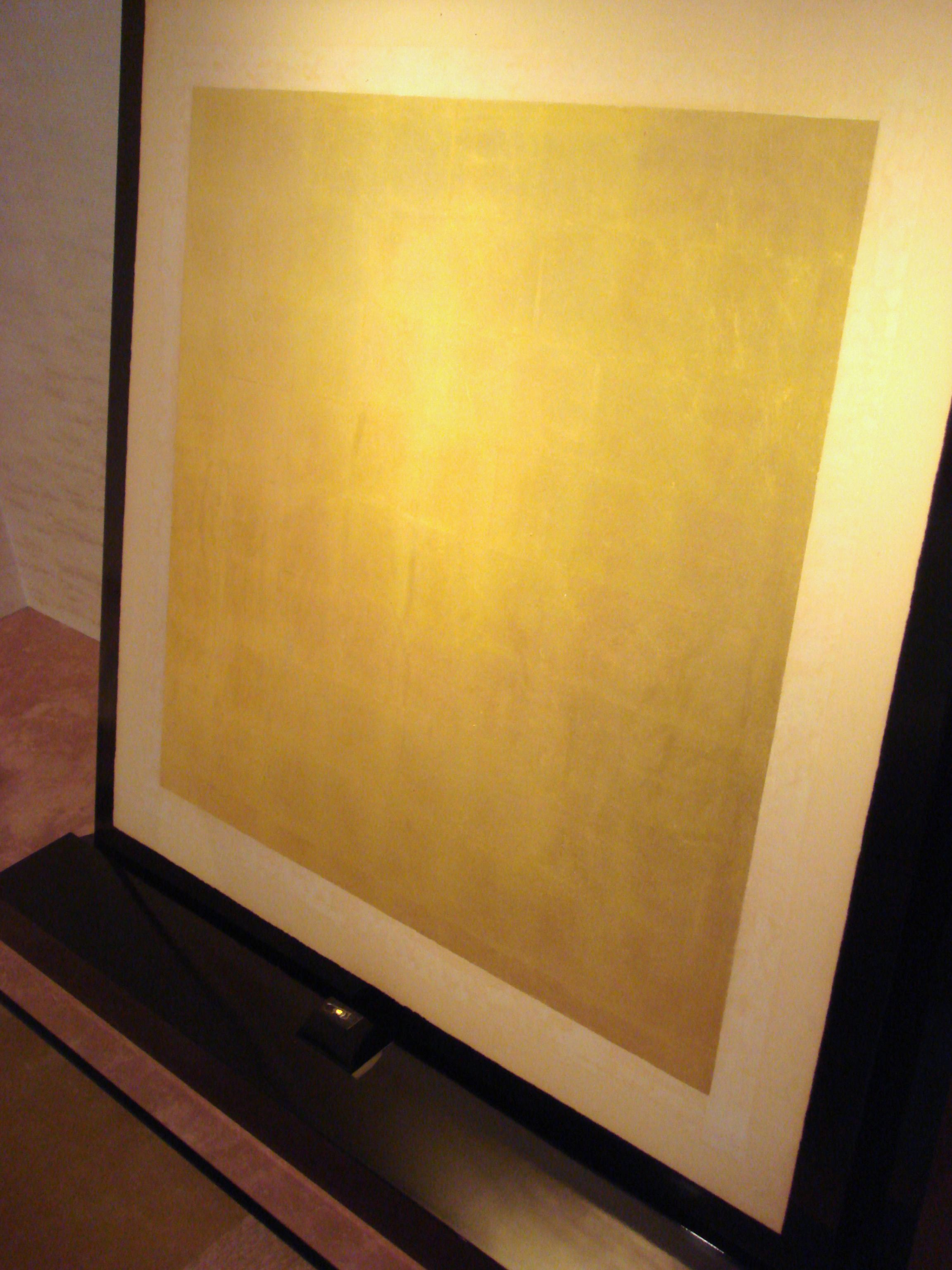
Bryłka złota o średnicy 5 mm może być rozbita za pomocą młotkowania na arkusz o wymiarach około 0,5 m² (Muzeum Złota Toi)

- Złoty stop lutowniczy jest używany w łączeniu elementów złotej biżuterii za pomocą lutowania wysokotemperaturowego lub lutowania twardego. Jeśli wykonywana biżuteria jest klasy probierniczej, to lut musi mieć tę samą liczbę karatów co wyrób, stąd stopy lutownicze są wytwarzane by zgadzały się ze standardami żółtego i białego złota. Lut złota występuje zazwyczaj w trzech zakresach temperatur, określanych jako miękkie, średnie i twarde. Dzięki użyciu najpierw wysokotemperaturowego lutu, następnie stopów o coraz niższych temperaturach topnienia złotnicy mogą tworzyć skomplikowane przedmioty z użyciem kilku oddzielnych połączeń.
- Ze złota można wytwarzać nici używane do haftu.
- Złoto używane jako barwnik szkła tworzy głęboki, intensywny czerwony kolor w szkle rubinowym.
- Ze względu na fakt, że złoto dobrze odbija promieniowanie elektromagnetyczne, takie jak podczerwień i światło widzialne i fale radiowe, używane jest jako pokrycie ochronne w sztucznych satelitach, w osłonach kombinezonów chroniących przed silnym promieniowaniem podczerwonym i broni elektronicznej, np. w samolotach takich jak EA-6B Prowler.
- Złoto jest wykorzystywane jako warstwa odbijająca w wysokiej jakości płytach CD.
- Ze względu na swoją zdolność rozpraszania ciepła, złota folia jest użyta w silnikach McLarena, w modelu F1[52].
- Ze złota można wytworzyć na tyle cienką warstwę, że staje się ona przezroczysta. Takie warstwy są używane w szybach niektórych kokpitów samolotów, co pomocne jest w ich odlodzaniu lub zapobieganiu oblodzeniu dzięki przepuszczeniu prądu przez taką warstwę. Ciepło wytwarzane przez opór złota jest wystarczające by zapobiec oblodzeniu[53].

### Elektronika
Koncentracja swobodnych elektronów w złocie wynosi 5,90×1022 cm−3. Złoto ma bardzo wysokie przewodnictwo elektryczne (tylko srebro i miedź mają wyższe, ale wadą ich jest mniejsza odporność na korozję), przez co wykorzystywane jest w przewodach elektrycznych do zastosowań wymagających wysokich energii. Złoto jako okablowanie stosowane jest w eksperymentach nuklearnych.
Mimo że złoto jest atakowane przez chlor, to jego dobra przewodność i ogólna odporność na utlenianie i korozję w innych środowiskach doprowadziły do jego szerokiego zastosowania w przemyśle, jako cienkie pokrycia wszelkiego rodzaju złącz elektrycznych. Złoto jest, na przykład, używane w złączach droższych kabli elektronicznych, takich jak kable audio czy USB.

### Chemia przemysłowa
Złoto jest atakowane i rozpuszczane przez zasadowe roztwory cyjanków – NaCN i KCN, tworząc cyjanek złota(I), AgCN. Proces ten był wykorzystywany w procesie otrzymywania złota z jego rud (metoda cyjankowa). Roztwór cyjanku złota jest elektrolitem wykorzystywanym w przemysłowej galwanizacji i elektroplastyce złota na powierzchniach metali nieszlachetnych.

Roztwory chlorków złota (kwas chlorozłotowy) są używane do sporządzania koloidalnych roztworów złota poprzez redukcję cytrynianami lub askorbinianami. Chlorek złota i tlenek złota są używane do wyrobu drogocennego czerwonego szkła, które jak koloidalne zawiesiny złota, zawiera jednolitego rozmiaru nanocząsteczki złota.

### Jedzenie i napoje
- Złoto może znajdować się jako dodatek w jedzeniu i oznaczane jest wtedy numerem E 175[55].
- Złoto płatkowe, plasterki lub złoty pył są używane w niektórych pokarmach dla smakoszy, zwłaszcza w słodyczach i napojach będąc składnikiem ozdabiającym je[56].
- Płatki złota i złoty pył były używane przez szlachtę w średniowiecznej Europie jako dekoracja w pożywieniu i napojach, by zademonstrować bogactwo gospodarza lub przez wiarę, że coś cennego i rzadkiego musi być dobroczynne dla zdrowia.
- Goldwasser – jest to tradycyjny likier ziołowy produkowany w Gdańsku[57][58]. Istnieją również inne napoje alkoholowe, zawierające płatki złota, których cena za porcję sięga kilku tysięcy dolarów[59][60]. Metaliczne złoto jest obojętne chemicznie w ludzkim organizmie, złoto nie dodaje żadnego smaku, ani wartości odżywczych i opuszcza ciało bez zmian[61].

### Medycyna
Związki złota są stosowane jako środek leczniczy w reumatoidalnym zapaleniu stawów (podawane domięśniowo). Hamują one proliferację limfocytów, uwalnianie enzymów lizosomalnych oraz produkcję reaktywnych form tlenu w makrofagach, a także produkcję interleukiny 1. Działaniem ubocznym mogą być: fotosensytywne wysypki, zaburzenia żołądkowe oraz uszkodzenie nerek. Izotop 198Au (czas połowicznego rozpadu – 2,7 dnia) jest używany w terapii niektórych nowotworów, a także w innych chorobach.

## Złoto w gospodarce

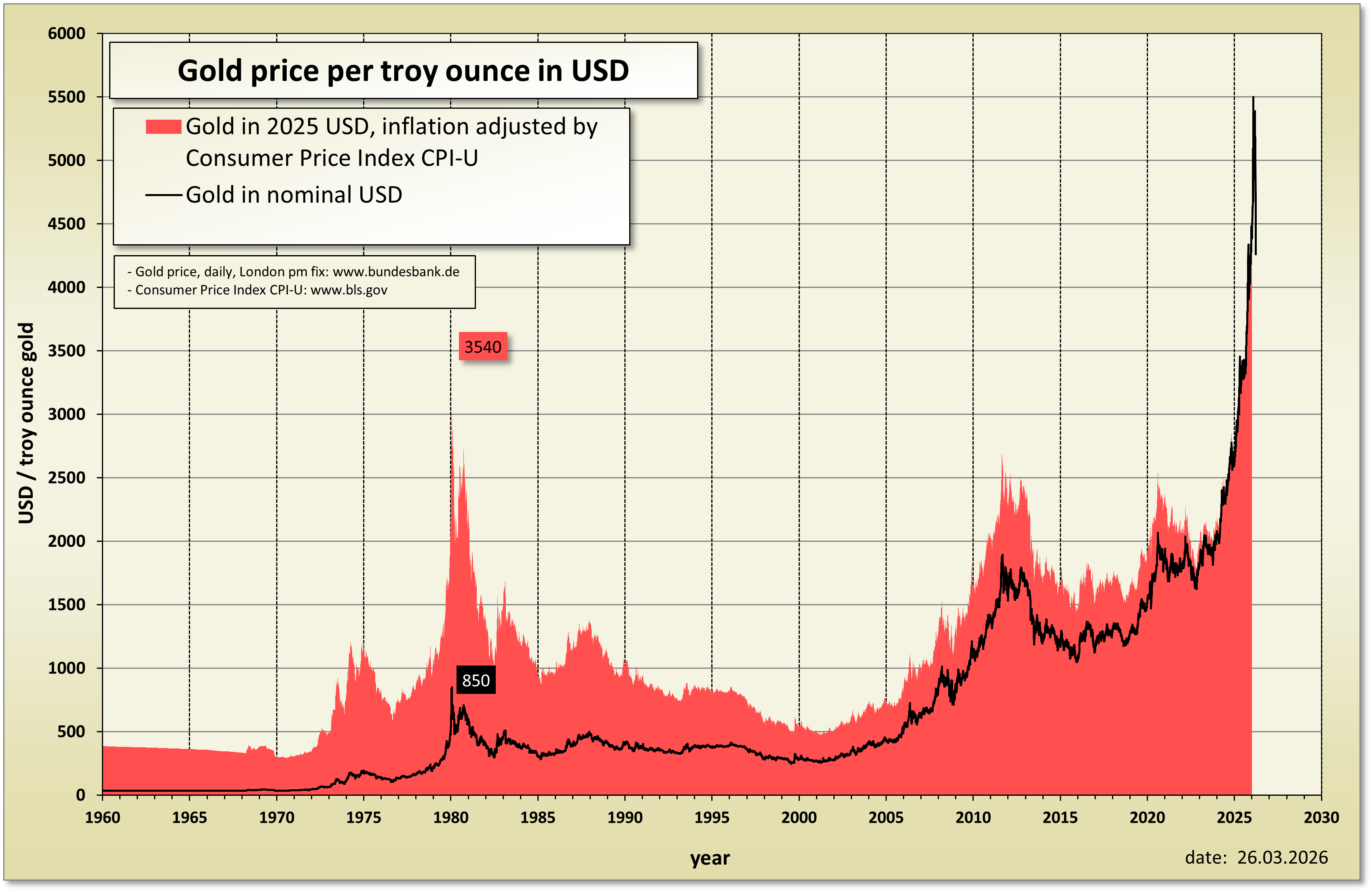
Cena uncji złota w latach 1960–2020. Linia czarna – cena bieżąca; linia czerwona – cena w przeliczeniu na wartość nabywczą dolara z 2020 roku

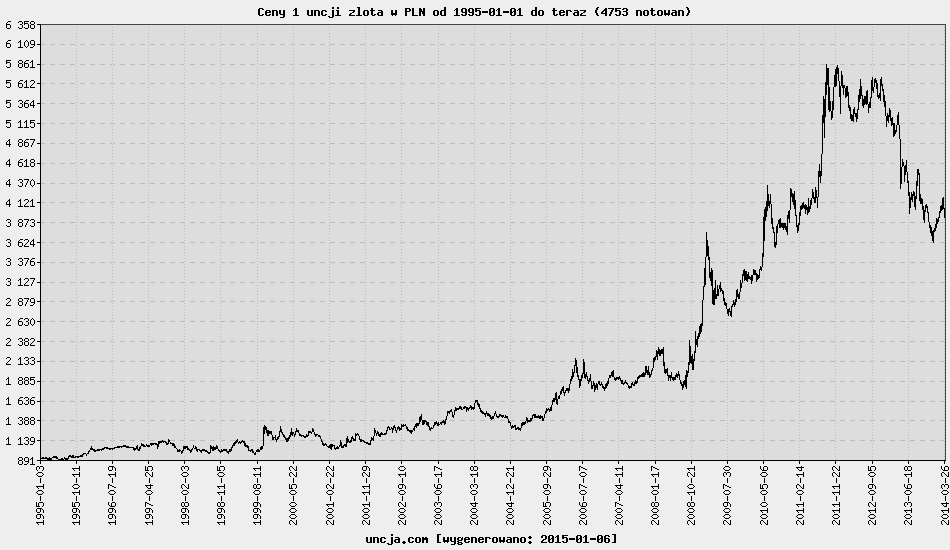
Ceny 1 uncji złota w PLN od 1995 roku

Złoto od tysięcy lat ma bardzo dużą wartość, a wraz z rozwojem cywilizacji doceniono jego użyteczność w systemie monetarnym. Według konserwatywnej i libertariańskiej ekonomii obecność złota (lub innego rzadkiego i niepodrabialnego materiału) nie ma wymiaru tylko czysto użytkowego, gdyż z czasem monety złote zostały zastąpione banknotami wypieranymi obecnie przez pieniądz elektroniczny. Złoto ma stanowić zabezpieczenie realnej wartości papierowego pieniądza (taką funkcję pełni dziś około 75% wydobytych zasobów). Do najważniejszych zalet takiej roli złota konserwatyści zaliczają:
- Żadna władza nie może złota dodrukować czy zmienić poprzez naciski polityczne jego kursu. Ma to zapewnić stabilność gospodarki opartej na zabezpieczeniu w złocie.
- Od tysięcy lat jego podaż jest stała (ok. 1–2% w skali roku), kształtowana czynnikami niepolitycznymi. Stanowiło w tym czasie czynnik porządkujący i stabilizujący ekonomię.
- Jest trwałą, niemal niezniszczalną i akceptowalną w każdej epoce i miejscu formą kapitału.

W handlu podstawową jednostką złota jest uncja trojańska (jubilerska), czyli 31,1035 grama. Nazwa trojańska nie pochodzi od Troi, ale od miasta Troyes w północno-wschodniej Francji, w średniowieczu ważnego ośrodka handlowego.
Złoto inwestycyjne to obok złotych monet sposób inwestowania. Można je nabyć w formie sztabek o najwyższej próbie 999,9 z renomowanych instytucji. Poza tym jedna szósta wydobytego złota – jako rezerwa walutowa – jest niedostępna dla inwestorów i od dziesięcioleci pozostaje zamknięta w skarbcach banków centralnych. W 2022 roku było to 35,7 tysiąca ton kruszcu.
Cenę złota ustala pięć największych instytucji handlujących tym kruszcem podczas London Gold Fixing. Obecnie są to: ScotiaMocatta, Barclays Capital, Deutsche Bank, HSBC i Société Générale.
Złoto ma nadany międzynarodowy kod walutowy ISO 4217 – XAU.